# Біка
Біка (рум. Bica) — село у повіті Клуж в Румунії. Входить до складу комуни Менестірень.
Село розташоване на відстані 351 км на північний захід від Бухареста, 39 км на захід від Клуж-Напоки.

## Населення
За даними перепису населення 2002 року у селі проживали 87 осіб, усі — румуни. Усі жителі села рідною мовою назвали румунську.